# 230 Athamantis
230 Athamantis هو كويكب، يقع ضمن حزام الكويكبات. اكتشف في 3 سبتمبر 1882. وقد اكتشفه ليو انطون كارل دي بال.

## روابط خارجية
- 230 Athamantis في قاعدة بيانات مختبر الدفع النفاث لأجرام النظام الشمسي الصغيرة

- الاكتشاف · مخطط المدار ·  العناصر المدارية · المعلمات المادية

- 230 Athamantis على موقع ويكي سكاي: DSS2, SDSS, GALEX, IRAS, Hydrogen α, X-Ray, Astrophoto, Sky Map, Articles and images